# Strada statale 439 Sarzanese Valdera
La strada statale 439 Sarzanese Valdera (SS 439), dal 2001 al 2018 strada regionale 439 Sarzanese Valdera (SRT 439), è una strada statale italiana che da Pietrasanta porta a Follonica attraverso la città di Lucca, le Colline pisane e le Colline Metallifere. Il nome della strada non va, quindi, equivocato con quello della città di Sarzana.

## Percorso
Da Pietrasanta, capoluogo della Versilia storica, l'arteria raggiunge Lucca attraverso il valico del Monte Quiesa.
Per un'estesa di circa 7 chilometri questo tratto di strada ospitò i binari della linea tranviaria Lucca-Maggiano. Questa, a scartamento metrico ed elettrificata in tensione continua a 850 V, si immetteva sulla via Sarzanese all'altezza di porta Sant'Anna, percorrendola fino all'inizio dell'abitato di Maggiano. Inaugurata nel 1911 nel tratto da Lucca a Ponte San Pietro e nel 1912 per il restante fino al capolinea, la tranvia fu soppressa nel 1938.
Lasciata Lucca, la strada si intitola via Di Tiglio, perché diretta alla omonima località una volta situata esattamente sul confine tra la Repubblica di Lucca e quella di Pisa, e prosegue verso Pontedera con un percorso prossimo a quello della cessata ferrovia Lucca-Pontedera. Da Pontedera risale la Valdera e scende poi a Saline di Volterra, dove incrocia la strada statale 68 di Val Cecina. Superato l'abitato di Saline di Volterra la strada, con dislivelli di pendenza, si dirige verso sud, attraversando il paese di Pomarance. Quindi, si inoltra nell'area geotermica di Larderello, conosciuta per la presenza dei soffioni boraciferi, che alimentano le centrali geotermoelettriche, e delle torri di raffreddamento, che rilasciano il vapore nell'atmosfera.
Risalita la valle del torrente Póssera, e attraversato il paese di Montecerboli, la 439 raggiunge Castelnuovo di Val di Cecina, da dove si dirige verso la provincia di Grosseto e l'alta Maremma in un paesaggio boschivo e solitario. L'ultimo tratto nella provincia di Pisa è stato oggetto di lavori di rettifica e miglioramento compiuti negli anni settanta. Si presenta, perciò, privo di particolari dislivelli e con una carreggiata di dimensioni più ampie.
La strada entra quindi nella Maremma grossetana, continuando la discesa verso la pianura; lascia a destra una diramazione per Monterotondo Marittimo e Suvereto (SS 398) e a sinistra una per Montieri e Colle di Val d'Elsa. Il tratto in questione, dal confine di provincia fino al termine della discesa, per circa 15 km, è stato asfaltato solo a metà degli anni sessanta, essendo prima in macadam e parzialmente sterrato.
Con una serie di rettilinei nel bosco, la 439 arriva prima al borgo minerario di Niccioleta e successivamente in località Pian dei Mucini, dove riceve sulla sinistra la ex strada statale 441 Massetana proveniente da Siena e dall'abbazia di San Galgano. Dopo avere aggirato dal basso, con una moderna variante, la cittadina di Massa Marittima si dirige verso Follonica, terminando alle porte della città presso il quartiere Rondelli, dove incrocia su una rotatoria la ex strada statale 1 Via Aurelia (ora SP 152).
Nel tratto conclusivo, da Pian dei Mucini a Rondelli, sono in corso opere di rettifica e ammodernamento. La nuova sede stradale, più larga e rettilinea di quella vecchia, evita l'attraversamento di tutti i centri abitati tra i quali, oltre a Massa Marittima, quelli di Ghirlanda e Valpiana.
Nelle adiacenze di quest'ultimo tratto, che veniva intersecato con alcuni passaggi a livello, dal 1902 al 1944 era presente il binario della ferrovia Massa Marittima-Follonica, un'infrastruttura nata quale ferrovia mineraria. Interrotta per cause belliche, la ferrovia non fu più ricostruita e in sua vece funziona l'autoservizio che percorre la 439.

## Gestione
In seguito al decreto legislativo n. 112 del 1998, dal 2001 e fino al 2018 la gestione è passata dall'ANAS alla Regione Toscana che ha poi devoluto le competenze alla Provincia di Lucca, alla Provincia di Pisa e alla Provincia di Grosseto per le tratte territorialmente competenti.
Con il Decreto del Presidente del Consiglio dei Ministri del 20 febbraio 2018 la gestione è passata nuovamente ad ANAS.

## Strada statale 439 dir Sarzanese Valdera
La strada statale 439 dir Sarzanese Valdera (SS 439 dir) nota anche come Diramazione per Volterra, dal 2001 al 2018 strada regionale 439 dir Sarzanese Valdera (SRT 439 dir), è una strada regionale italiana.
Rappresenta una diramazione dall'itinerario della SS 439 che ha inizio all'altezza di Lajatico e, dopo aver attraversato il torrente Ragone, scorre vicino al fiume Era terminando il proprio percorso sulla strada statale 68 di Val Cecina, nei pressi di Volterra.
In seguito al decreto legislativo n. 112 del 1998, dal 2001 al 2018 la gestione è passata dall'ANAS alla Regione Toscana che ha poi devoluto le competenze alla Provincia di Pisa.
Con il Decreto del Presidente del Consiglio dei Ministri del 20 febbraio 2018 la gestione è passata nuovamente ad ANAS.